# NGC 1684
NGC 1684 је елиптична галаксија у сазвежђу Орион која се налази на NGC листи објеката дубоког неба.
Деклинација објекта је - 3° 6' 20" а ректасцензија 4h 52m 31,1s. Привидна величина (магнитуда) објекта NGC 1684 износи 12,0 а фотографска магнитуда 13,0. NGC 1684 је још познат и под ознакама MCG -1-13-31, IRAS 04500-0311, PGC 16219.